# Sanford Myron Zeller
Sanford Myron Zeller (Coldwater, Míchigan, 19 de octubre de 1885 - 4 de noviembre de 1948) fue un micólogo, fitopatólogo, y taxónomo estadounidense, educado en Lawrence College en Wisconsin, luego en la Universidad Greenville de Illinois, en donde recibió una licenciatura en Ciencias en 1909.
En 1917, obtuvo su doctorado en botánica, por la Universidad Washington en San Luis, y dos años más tarde comenzó una temporada de 29 años como un fitopatólogo, y profesor de la Estación Experimental Agrícola de Oregón en Corvallis, Oregón.
Publicó más de 150 trabajos científicos, durante su carrera. Zeller se especializó en hongos. Independientemente, describió 3 orden, 9 familias, 7 géneros y 81 especies, y publicó 29 nuevos nombres y combinaciones, fue editor asociado de la revista científica Fitopatología, desde 1924 hasta 1930.

## Algunas publicaciones

### Libros
- joe Schuh, sanford m. Zeller. 1944. Insect pests and diseases of strawberry in Oregon, v. 419 de Station bulletin. Editor Oregon State System of Higher Education, Agr. Exp. Sta. Oregon State College, 40 pp.

- sanford m. Zeller, charles e. Owens, arlyn w. Evans. 1944. Sour-cherry Leaf-spot Control in Oregon, v. 4 de Station techn. bull. Editor Oregon State System of Higher Education, Agr. Exp. Sta. 12 pp.

- ---------------------------, joe Schuh. 1944. Diseases and Insect Pests of Cane Fruits in Oregon, v. 418 de Station bull. Editor Oregon State System of Higher Education, Agr. Exp. Sta. 58 pp.

- ---------------------------. 1939. Developmental Morphology of A̲l̲p̲o̲v̲a̲. Nº 2 de Oregon State monographs: Studies in botany. Editor Oregon State college, 19 pp.

- ---------------------------, william d. Edwards. 1938. Insect Pests and Diseases of Strawberry in Oregon, v. 357 de Station bull. Editor Oregon State System of Higher Education, Agr. Exp. Sta. 29 pp.

- ---------------------------. 1936. Verticillium wilt of cane fruits. 25 pp.

- ---------------------------. 1936. A strawberry disease caused by rhizoctonia, v. 295 de Station bull. Editor Agr. Exp. Sta. 22 pp.

- ---------------------------. 1926. European Canker of Pomaceous Fruit Trees, v. 222 de Station bull. Editor Oregon Agricultural College Exp. Sta. 52 pp.

- ---------------------------, henry Schmitz, benjamin m. Duggar. 1919. Studies in the Physiology of the Fungi: Growth of wood-destroying fungi on liquid media. Editor Missouri Bot. Garden, 6 pp.

- ---------------------------. 1917. The Relation of Resin to the Lasting Properties of Southern Pine: Second Report of Sanford M. Zeller, on the Results of His Investigations of the Physiology of Fungi ... Editor Southern Pine Assoc. 72 pp.

## Honores

### Eponimia
Género
- Zelleromyces (Singer & A.H.Sm. 1960)

Especies
- Aleurodiscus zelleri (Burt 1926)
- Armillaria zelleri (D.E.Stuntz & A.H.Sm. 1949)
- Boletellus zelleri (Singer, Snell & E.A.Dick 1960)
- Boletus zelleri (Murrill 1912)
- Ceriomyces zelleri (Murrill 1912)
- Craterellus zelleri (Burt 1926)
- Elasmomyces zellerianus (Singer & A.H.Sm. 1960)
- Exidia zelleri (Lloyd 1920)
- Godronia zelleri (Seaver 1945)
- Macowanites zellerianus (Singer & A.H.Sm. 2002)
- Polyporus zelleri (Murrill 1915)
- Rhizopogon zelleri (A.H.Sm. 1966)
- Russula zelleri (Burl. 1936)
- Tricholoma zelleri (D.E.Stuntz & A.H.Sm. 1975)
- Xerocomus zelleri (Murrill) Snell 1944)

- La abreviatura «Zeller» se emplea para indicar a Sanford Myron Zeller como autoridad en la descripción y clasificación científica de los vegetales.[2]